# 浦山助太郎
浦山 助太郎（うらやま すけたろう、1865年12月11日（慶応元年10月24日） - 1966年（昭和41年））は、明治から昭和時代の政治家、実業家。衆議院議員（1期）。八戸市名誉市民。旧姓は夏目。

## 経歴
のちの富山県に生まれる。のち浦山太吉の二女とくを妻に迎え、その養子となり、姓を改めた。1886年（明治19年）明治義塾法律経済科を卒業。同校の同窓生であった青森県三戸郡小中野村（小中野町を経て現八戸市）の助役・細越輝雄宅に一泊したのが八戸との縁となった。
津軽鉄道社員、青森県農工銀行行員を経て、1903年（明治36年）東京市街鉄道に入社し、1912年（大正元年）桂川電力に招かれ、1917年（大正6年）常務取締役に就任する。以来、旭電化工業（現ADEKA）、鐘ヶ渕電力、忍野水力電気、吾妻川電力、東信電気、昭和肥料（昭和電工の前身のひとつ）、犀川電力、東洋水力電気、秩父電気工業などの会社を創立し、取締役や監査役に就任した。さらに、1925年（大正14年）には電気協会理事となり、1933年（昭和8年）同副会長、1940年（昭和15年）東信電気副社長などを務めた。
政界では、1924年（大正13年）5月の第15回衆議院議員総選挙では青森県第7区から立憲政友会所属で出馬し当選。任期中の1924年（大正13年）5月の八戸大火の復興に尽力した。戦時中は八戸に疎開し、戦後は南部鉄道の再建に当たるが失敗した。ほか、八戸市立図書館書庫の建設、八戸商業学校（現青森県立八戸商業高等学校）の校舎改築の折には私費を投じた。空襲で東京の自宅を失い、晩年は小田原市の別荘に住み、101歳の長寿を全うした。

## 著作
- 他『八戸栞草』青霞堂、1894年。